# Правителі Віджаянагара
Віджаянагарська імперія була заснована братами Харіхара і Букка Райя, які в молодості служили у Какатіїв або Хойсалів. Побудувавши фортецю Віджаянагар, вони швидко підкорили собі весь південь Індії.

## Династія Сангама
- Віра Харіхарарая I, син Бхавана, махараджадхіраджа Віджаянагара 1336—1354
- Буккарая I, син Бхавана, ювараджа 1336—1354, махараджадхіраджа Віджаянагара 1354—1377
- Шрі Пратана Віра Харіхарарая II, махараджадхіраджа Віджаянагара 1377—1404
- Вірупакшарая I, син Шрі Пратана Віра Харіхарараі II, махараджадхіраджа Віджаянагара 1404—1405
- Буккарая II, син Шрі Пратана Віра Харіхарараі II, махараджадхіраджа Віджаянагара 1405-1406
- Шрі Деварая I, син Шрі Пратана Віра Харіхарараі II, махараджадхіраджа Віджаянагара 1406-1422
- Рамачандра, син Шрі Девараі I, махараджадхіраджа Віджаянагара 1422
- Віра Віджая Буккарая III, син Шрі Девараі I, махараджадхіраджа Віджаянагара 1422-1423
- Шрі Пратап Деварая II, син Віра Віджая Буккараі III, махараджадхіраджа Віджаянагара 1423-1446
- Малікарджунарая, син Шрі Пратап Девараі II, махараджадхіраджа Віджаянагара 1446-1465
- Вірупакшарая II, махараджадхіраджа Віджаянагара 1465-1486

## Династія Салува
- Нарасімхарая, син Тірумали, раджа Чандрагірі 1456-1485, махараджадхіраджа Віджаянагара 1485-1490
- Іммаді Нарасімха, син Нарасімхараї, махараджадхіраджа Віджаянагара 1490-1503

Після смерті Нарасімхи правителями вважалися два його малолітніх сини, але фактично влада належала воєначальнику Нарасенаяці. Після його смерті в 1505 його син Віра Нарасімха захопив престол.

## Династія Тулува
- Віра Нарасімха, син Нарасанаяки, махараджадхіраджа Віджаянагара 1503-1509
- Крішнадеварая, син Нарасанаяки, махараджадхіраджа Віджаянагара 1509-1529
- Ач'ютадеварая, син Нарасанаяки, махараджадхіраджа Віджаянагара 1529-1542
- Венкатапаті I, син Ач'ютадеварая, махараджадхіраджа Віджаянагара 1542
- Садашіварая, син Крішнадевараї, махараджадхіраджа Віджаянагара 1542-1565

До правління Садашіви влада фактично перебувала в руках його міністра Рамараї. Він загинув у бою в 1565, його брат Тірумала повалив Садашіву і захопив престол.

## Династія Аравіду
- Рамарая, правитель Віджаянагара 1542-1565
- Тірумаларая, брат Рамараї, махараджадхіраджа Віджаянагара 1565-1572
- Шрі Рангадеварая, син Тірумалараї, махараджадхіраджа Віджаянагара 1572-1586
- Венкатапатідеварая, син Тірумалараї, махараджадхіраджа Віджаянагара 1586-1614
- Шрі Рангачікарая, син Рами, сина Тірумалараї, махараджадхіраджа Віджаянагара 1614-1617
- Рамадеварая, син Шрі Рангачікараї, махараджадхіраджа Віджаянагара 1617-1630
- Педді Венкатарая, онук Рамараї, махараджадхіраджа Віджаянагара 1630-1642
- Шрі Рангарая III, племінник Педді Венкатараї, махараджадхіраджа Віджаянагара 1642-1672

Держава ослабла в результаті міжусобиць і була знищена султанами Біджапура і Голконди, які поділили територію Віджаянагара.